# Іосафат Іванович Гундіус
Іосафат Іванович Гундіус (20 вересня 1844, Білосток — 27 жовтня 1880,  Ялта) — російський архітектор польського походження.
Закінчив реальну гімназію у Білостоці. 1859 року виїхав у Петербург, де згодом навчався у Петербурзькому практичному технологічному інституті на архітектурному факультеті. Навчання закінчив з відзнакою у 1865 році, отримавши звання інженера-архітектора X класу.
З 1866 року мешкав в Одесі, де працював в офісі будівельної фірми барона фон Унгерн-Штернберга. Був залучений до проєктування залізничної лінії на ділянках Роздільна — Тирасполь, Тирасполь — Кишинів, Кишинів — Ясси.
Виконував дослідження обставини, для будівництва Фастівської залізниці, з 1875 року був головним директором аварійно-ремонтних робіт залізничної інфраструктури. Через три роки йому було доручено посаду головного інженера будівництва Південно-Західної залізничної лінії. За службою державної провадив приватну архітектурну практику. Помер у Ялті 27 жовтня 1880 року.